# Bundesautobahn 94
De Bundesautobahn 94, of alleen A94, is een autosnelweg in de Duitse deelstaat Beieren die op den duur München met Passau moet verbinden. Momenteel zijn er twee gedeelten gereed, München-Burghausen en Malching-Kirchham. Het traject tussen Forstinning en Ampfing was het onderwerp van een langdurige discussie.

## Oorspronkelijke planning
In de oorspronkelijke planning was er geen rekening gehouden met het gedeelte tussen Simbach am Inn en Passau. De A94 zou daarentegen de Inn oversteken en in Oostenrijk verder naar Ried im Innkreis worden doorgetrokken. Hierdoor bestaat er bij Ried een aansluiting in de vorm van een knooppunt om de snelweg op de Oostenrijkse A8 aan te laten sluiten. Dit zou voor het traject München-Wenen een duidelijke verkorting van de reistijd betekenen ten opzichte van de route via Salzburg. Aangezien de Oostenrijkse overheid de regio niet te veel wilde belasten met transitverkeer werd deze planning opgegeven. Aan Duitse zijde werden hierdoor de plannen aangepast en werd er gekozen om de A94 bij Pocking op de A3 aan te laten sluiten. Hierdoor bestaat er in de toekomst nog de mogelijkheid om de snelweg richting Tsjechië door te trekken.

## Voortgang van de aanleg
Voor het gedeelte tussen Forstinning en Pastetten is er sinds maart 2002 een planvaststellingsbesluit. Na een gerechtelijke uitspraak en een bouwstop begon in maart 2008 de aanleg. Inmiddels is dit gedeelte in gebruik genomen.
Ook voor het gedeelte tussen Heldenstein en Ampfing is een planvaststellingsbesluit genomen en wordt eraan gewerkt. De kosten zijn geraamd op 70 miljoen euro.
Aan de oostzijde, is het 39 km lange tracé tussen Simbach en de aansluiting met de A3 vastgesteld. Het 23 km lange gedeelte tussen Malching en de A3 zal met voorrang worden aangelegd.
Voor dit gedeelte werd de 11 km lange en 48 miljoen euro kostende rondweg van Malching in de investeringsplannen 2006-2010 van het Duitse verkeersministerie opgenomen. Op 5 juni 2007 ging de eerste schop de grond in voor de aanleg van het 6 km lange gedeelte Kühstein-Malching. Deze zal eerst, net zoals het gedeelte Marktl-Simbach slechts als tweebaansweg worden aangelegd. Voor nog 5 km tussen Malching en Kirchham begon in oktober 2006 de vaststellingsprocedure. Vanwege nieuwe berekeningen zal deze, in tegenstelling tot de eerste planning, als vierbaansweg worden aangelegd. Deze weg zal worden voorzien van geluidsdempende maatregelen. De totale kosten zullen 83,7 miljoen euro bedragen.